# Maruti 800
Der Maruti 800 ist ein Kleinwagen des indischen Herstellers Maruti. Er ist weitgehend baugleich mit Versionen des Suzuki Alto aus den 1980er Jahren. Als Maruti wurde allerdings nur die Variante mit fünftüriger Karosserie verkauft. Der Dreizylinder-Ottomotor mit 796 cm³ Hubraum und einer Leistung von 26 kW (35 PS) stammte ebenfalls von Suzuki und wurde auch in der Exportversion des Alto eingesetzt, wo er aber 29 kW (40 PS) leistete.

## Modellpflege

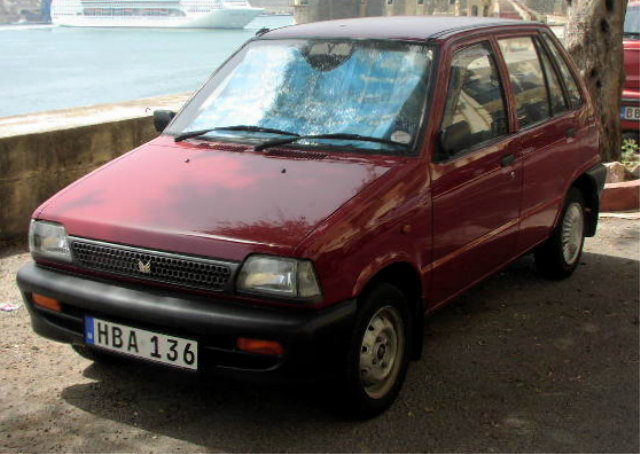
Maruti 800 (1997–2013)
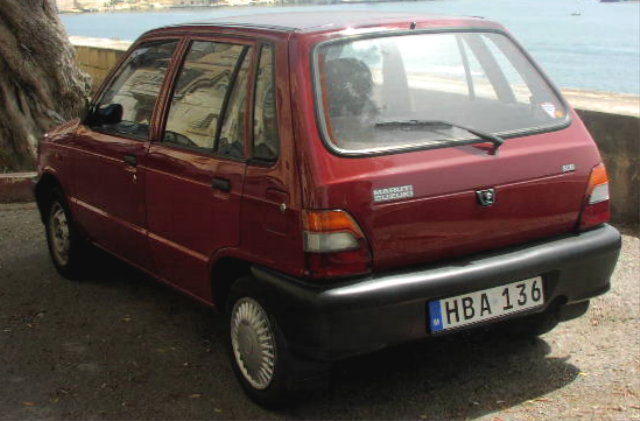
Heckansicht

Nach dem Modellwechsel des Suzuki Alto im Jahre 1986 wurde auch bei Maruti die Produktion auf die neue Karosserie umgestellt. Der Motor wurde, wie auch bei Suzuki, vom Vorgängermodell übernommen.
Diese Version wurde auch nach dem nächsten Modellwechsel des japanischen Ursprungsmodells 1988 in Indien weiter gebaut und wurde mit über zwei Millionen Exemplaren zum meistverkauften Pkw Indiens.
Außer in die benachbarten Staaten Südasiens wurde der Maruti 800 ab 1988 auch nach Osteuropa exportiert und dort als Suzuki Maruti verkauft. Später fanden auch Exporte nach Frankreich statt, heute ist der Maruti 800 in Teilen Asiens, Afrikas und Lateinamerikas erhältlich.
Im Jahr 1997 fand ein Facelift statt, dabei wurden Front und Heck neu gestaltet.
2014 wurde der Maruti 800 durch den Maruti Cervo abgelöst.